# Rockland (Nevada)
Rockland é uma cidade fantasma e comunidade não incorporada no condado de Lyon, estado de Nevada, nos Estados Unidos. A cidade que cresceu em redor da mina, recebeu esse nome, provavelmente devido aos penhascos rochosos que envolviam a  área.

## História
Próximo de Rockland foi encontrado ouro em 1868, após as descobertas em Pine Grove. A fundação da cidade é atribuída a  Mr. Keene, um residente de Pine Grove.
Em 1870, Rockland tinha 150 habitantes vários  saloons, lojas e até uma estação de correios. Na primavera de 1871, os mineiros não receberam os seus e todas a as atividades mineiras cessaram. Um mineiro furioso com a situação lançou fogo ao engenho e à fábrica e foi acusado de traição e enviado para a prisão estatal de Carson City. A estação de correios foi encerrada em 1872.
Nos inícios da década de 1900, novas atividades mineiras tiveram lugar em Rockland e a estação de correios abriu novamente. A área manteve-se atividade através da Primeira Guerra Mundial, mas encerrou permanentemente em 1934. Ao todo, cerca de 1 milhão de dólares foram gerados em pouco mais de 50 anos. 